# Tortesés
Tortosac en occità (forma a verificar) i en francès Tortezais és un municipi francès, situat al departament de l'Alier i a la regió d'Alvèrnia-Roine-Alps. L'any 2007 tenia 171 habitants.

## Demografia

### Població
El 2007 la població de fet de Tortezais era de 171 persones. Hi havia 72 famílies de les quals 16 eren unipersonals (12 homes vivint sols i 4 dones vivint soles), 28 parelles sense fills, 24 parelles amb fills i 4 famílies monoparentals amb fills.
La població ha evolucionat segons el següent gràfic:
Habitants censats

### Habitatges
El 2007 hi havia 105 habitatges, 70 eren l'habitatge principal de la família, 25 eren segones residències i 10 estaven desocupats. Tots els 105 habitatges eren cases. Dels 70 habitatges principals, 56 estaven ocupats pels seus propietaris, 12 estaven llogats i ocupats pels llogaters i 2 estaven cedits a títol gratuït; 3 tenien dues cambres, 12 en tenien tres, 22 en tenien quatre i 32 en tenien cinc o més. 59 habitatges disposaven pel capbaix d'una plaça de pàrquing. A 24 habitatges hi havia un automòbil i a 42 n'hi havia dos o més.

### Piràmide de població
La piràmide de població per edats i sexe el 2009 era:
| Homes | Edats   | Dones |
| ----- | ------- | ----- |
| 0     | 95 o +  | 0     |
| 0     | 90 a 94 | 4     |
| 4     | 85 a 89 | 0     |
| 0     | 80 a 84 | 0     |
| 0     | 75 a 79 | 0     |
| 8     | 70 a 74 | 0     |
| 0     | 65 a 69 | 4     |
| 0     | 60 a 64 | 4     |
| 4     | 55 a 59 | 0     |
| 8     | 50 a 54 | 4     |
| 4     | 45 a 49 | 4     |
| 4     | 40 a 44 | 4     |
| 4     | 35 a 39 | 4     |
| 16    | 30 a 34 | 0     |
| 4     | 25 a 29 | 8     |
| 0     | 20 a 24 | 8     |
| 8     | 15 a 19 | 4     |
| 0     | 10 a 14 | 4     |
| 0     | 5 a 9   | 4     |
| 0     | 0 a 4   | 4     |

## Economia
El 2007 la població en edat de treballar era de 118 persones, 95 eren actives i 23 eren inactives. De les 95 persones actives 86 estaven ocupades (48 homes i 38 dones) i 8 estaven aturades (3 homes i 5 dones). De les 23 persones inactives 7 estaven jubilades, 8 estaven estudiant i 8 estaven classificades com a «altres inactius».

### Ingressos
El 2009 a Tortezais hi havia 73 unitats fiscals que integraven 170 persones, la mediana anual d'ingressos fiscals per persona era de 14.379 €.

### Activitats econòmiques
Dels 8 establiments que hi havia el 2007, 5 eren d'empreses de construcció, 1 d'una empresa de comerç i reparació d'automòbils, 1 d'una empresa de serveis i 1 d'una empresa classificada com a «altres activitats de serveis».
Dels 4 establiments de servei als particulars que hi havia el 2009, 1 era un guixaire pintor, 1 fusteria i 2 lampisteries.
L'any 2000 a Tortezais hi havia 19 explotacions agrícoles que ocupaven un total de 999 hectàrees.

## Poblacions més properes
El següent diagrama mostra les poblacions més properes.